# ベンゾイン縮合
ベンゾイン縮合（ベンゾインしゅくごう、benzoin condensation）は、芳香族アルデヒドがシアン化物イオンを触媒として2量体化し、アシロイン（α-ヒドロキシケトン、RC(=O)CH(OH)R'）を生成する化学反応である。代表的な芳香族アルデヒドであるベンズアルデヒドからベンゾイン（2-ヒドロキシ-1,2-ジフェニルエタノン）が生成するため、この名で呼ばれている。1832年にフリードリヒ・ヴェーラーとユストゥス・フォン・リービッヒによって報告された。反応の機構はアーサー・ラプワース (Arthur Lapworth) によって1903年に提唱されている。
{\displaystyle {\ce {2ArCHO -> ArC(=O)CH(OH)Ar}}}
反応機構は以下のようなものである。
1. アルデヒドにシアン化物イオンが付加してシアノヒドリンが生成する。
2. シアノヒドリンのシアノ基のα炭素上のプロトンが引き抜かれて、カルボアニオンが生成する（極性転換）。
3. 生成したカルボアニオンがもう1分子のアルデヒドに求核付加して付加体を生成する。
4. シアノヒドリンからシアン化物イオンが脱離してカルボニル基が再生し、アシロインとなる。

脂肪族アルデヒドではシアン化物イオンの付加で生成するシアノヒドリンのシアノ基のα炭素上プロトンの酸性度が不十分なため、カルボアニオンが生成せずこの反応はほとんど起こらない。
しかし、生成したシアノヒドリンを単離してヒドロキシ基を保護した後、リチウムジイソプロピルアミドなどの強塩基を用いればカルボアニオンを発生させることができるので同様の反応を起こすことが可能となる。
この方法では反応相手の求核剤に別のアルデヒドやα,β-不飽和ケトン、スルホネートなどを使用することができるため、アシル基の導入法としてより有用性が増す。
また、N-アルキルチアゾリウム塩を触媒として使用すると脂肪族アルデヒドでもベンゾイン縮合を起こすことができる。この方法は1975年にヘルマン・ステッター (Hermann Stetter) らによって報告されたのでステッター反応 (Stetter reaction) と呼ばれている。この反応はチアミンの生体内での触媒作用とも関連付けられている。

## 関連人物
- 鵜飼貞二